# Metropolregion Indianapolis

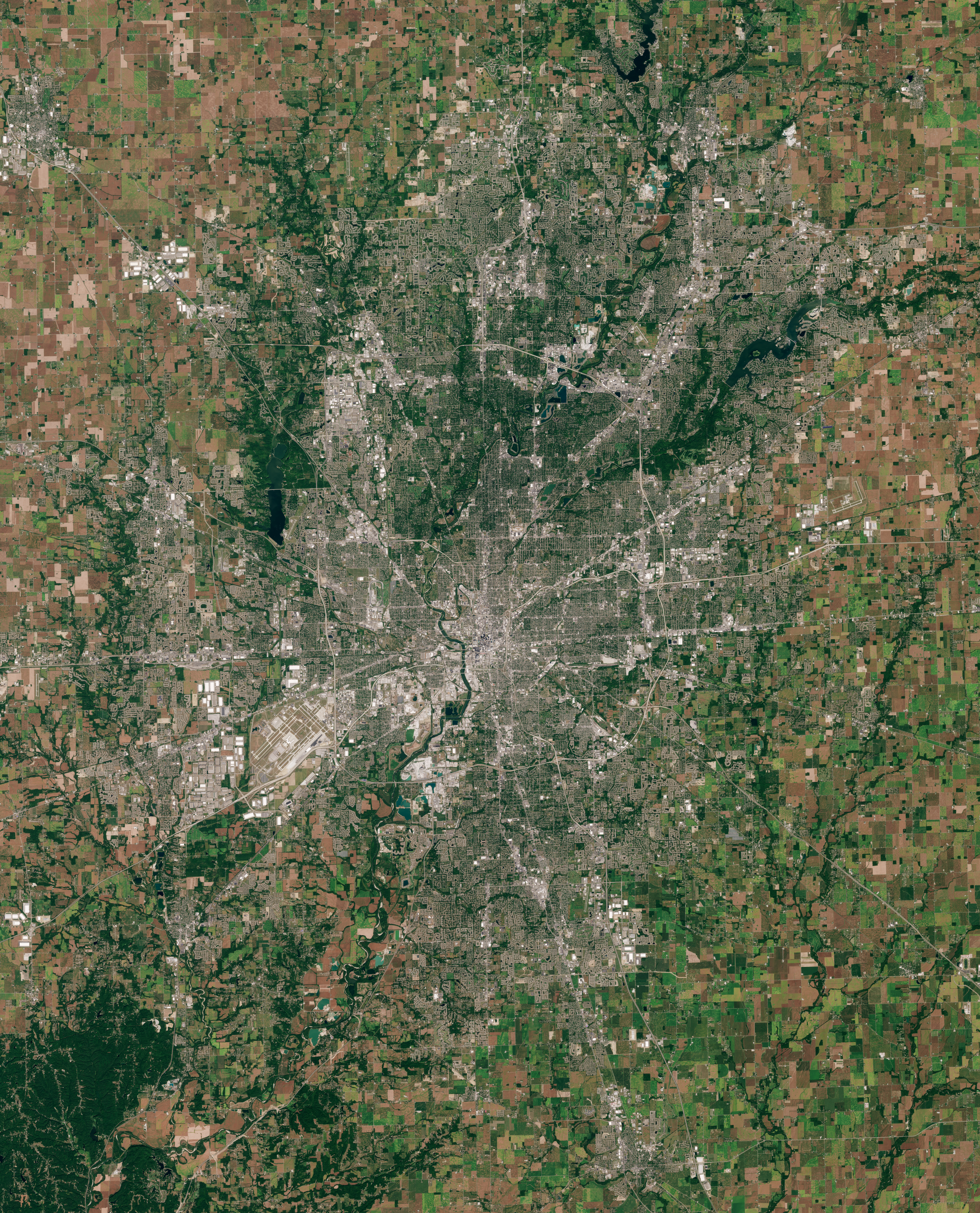
Satellitenaufnahme der Metropolregion

Die Metropolregion Indianapolis (Englisch: Indianapolis metropolitan area) hat als Mittelpunkt die Stadt Indianapolis und sie befindet sich im Zentrum von Indiana innerhalb des mittleren Westen der Vereinigten Staaten. Die Region wird vom Office of Management and Budget zu statistischen Zwecken als Indianapolis–Carmel–Greenwood, IN Metropolitan Statistical Area (MSA) geführt und definiert es als 11 Countys in Indiana. Die etwas größere Indianapolis–Carmel–Muncie Combined Statistical Area (CSA) enthält zusätzlich 7 weitere Countys. Die Metropolregion Indianapolis ist Teil der größeren Megalopolis Chipitts.
Bei der Volkszählung im Jahr 2020 zählte die MSA Indianapolis 2.111.040 Einwohner und war damit der 33. größte Ballungsraum in den USA, gemessen an der Bevölkerungszahl. Sie hat eine Fläche von ca. 11.100 km².

## Countys
- Marion County
- Hamilton County
- Hendricks County
- Johnson County
- Madison County
- Hancock County
- Morgan County
- Boone County
- Shelby County
- Putnam County
- Brown County

## Orte

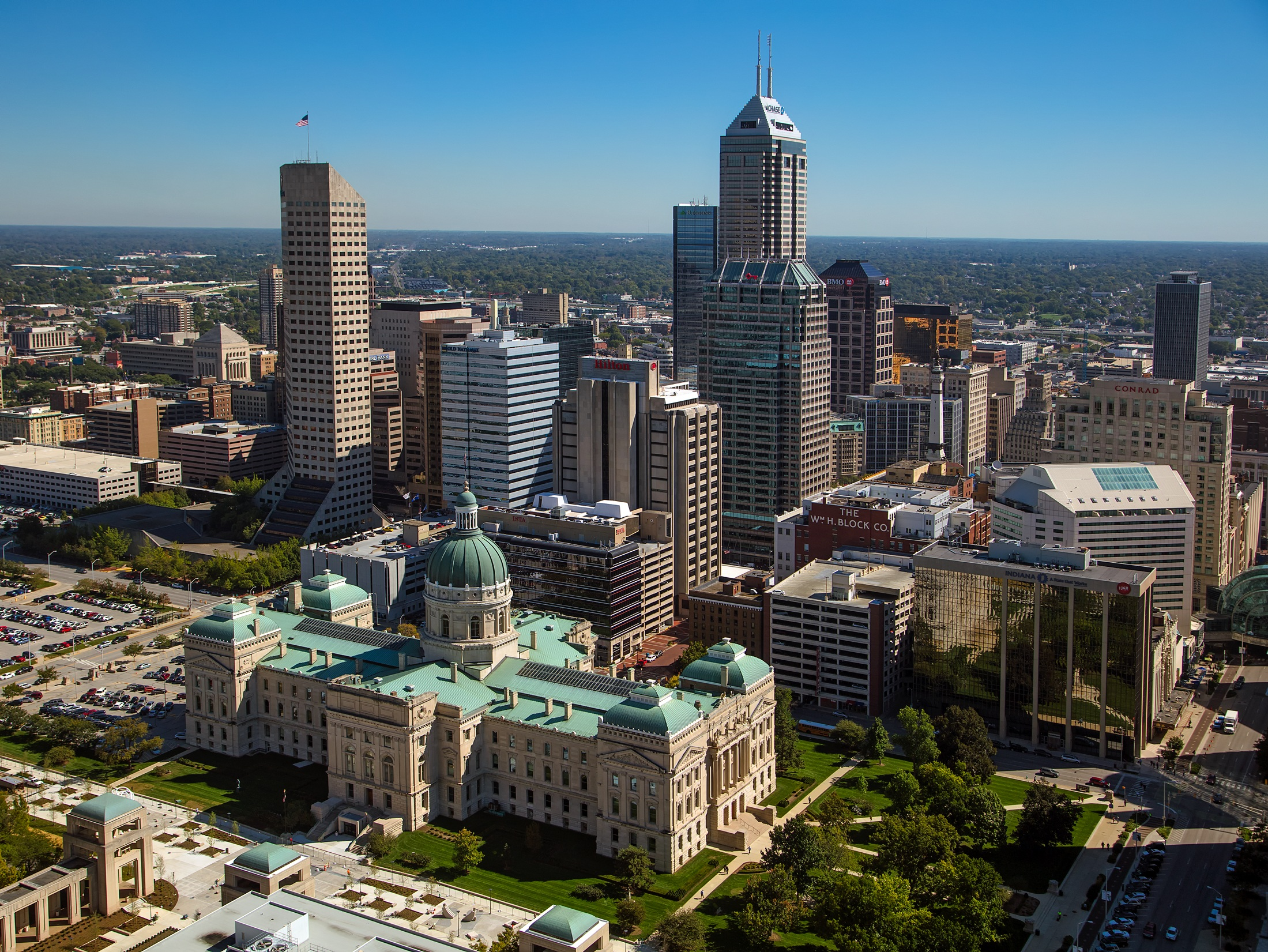
Stadt Indianapolis

- Indianapolis
- Carmel
- Fishers
- Noblesville
- Greenwood
- Anderson
- Lawrence
- Westfield
- Plainfield
- Zionsville
- Brownsburg
- Franklin
- Greenfield

## Bevölkerung
Der Großraum Indianapolis hat ein beständiges Bevölkerungswachstum erlebt. 2020 waren 69,6 % der Bevölkerung Weiße, 15,0 % waren Schwarze, 3,9 % waren Asiaten, 0,4 % waren amerikanische Ureinwohner und 11,1 % gehörten mehreren oder sonstigen Gruppen an. Insgesamt 8,4 % waren, unabhängig von der Ethnie, spanischer oder lateinamerikanischer Abstammung (Hispanics).
| Jahr | Einwohner |
| ---- | --------- |
| 1950 | 551.777   |
| 1960 | 976.426   |
| 1970 | 1.145.871 |
| 1980 | 1.208.115 |
| 1990 | 1.294.217 |
| 2000 | 1.525.104 |
| 2010 | 1.887.877 |
| 2020 | 2.111.040 |

## Wirtschaft
Das Bruttoinlandsprodukt der Metropolregion belief sich 2020 auf 147 Milliarden US-Dollar und sie gehörte damit zu den 50 größten städtischen Wirtschaftsräumen in den Vereinigten Staaten.